# 黑川智花
黑川智花（日语：／ Kurokawa Tomoka，1989年8月1日—），日本女演員，出身於東京都，所屬事務所是研音，血型是O型，堀越高等學校畢業；2008年4月，亞細亞大學經營學部入學，2012年3月畢業。

## 簡歷
2001年，應募少女漫畫雜誌《Ribon》的讀者模特兒票選，成功當選、之後、被現今的事務所的工作人員發掘。翌年，在TBS電視台《不需要愛情的夏天》中初次出演。
2005年，朝日電視台《在雨和夢之後》中第一次擔當主角，此劇收獲極佳口碑；同時也第一次出演電影《8.1》。2006年，被評選為“十大最受男性喜愛的15歲組女星”之一。

## 人物
- 左右通用（寫字用右手、拿筷子和切東西是左手）。
- 目標是女演員宮澤理惠，喜歡韓國藝人元斌。
- 不喜歡吃茄子和辣的食物。
- 「不管任何事，我都會盡全力努力」為座右銘。
- 本人也公開表示自己在小學的時候就是柯南的“影迷”，一定要演出一個有才能的毛利蘭，在兩部真人版影片中演出，受到日本觀眾一致好評。

## 婚姻
2015年3月7日，與經由友人介紹認識的圈外人結婚，丈夫大黑川3歲。

## 出演

### 電視劇
- 不需要愛情的夏天（2002年7月－9月；TBS系） - 飾演 永岡エミ
- 心（2003年3月－9月；NHK） - 飾演 朝倉倖
- 周二懸念劇場「不眠的電話」（2003年11月18日；日本電視台系）
- 直到生命的電池耗盡（2004年4月－6月；朝日電視台） - 飾演 森下薫
- 逃亡者 RUNAWAY（2004年7月－9月；TBS系） - 飾演 藤堂ナツミ
- 3年B組金八先生(第七季)（2004年10月－2005年3月；TBS系） - 飾演 稻葉舞子
- 毛骨悚然撞鬼經驗「不分季節的禮物」（2005年3月7日；富士電視台）
- 在雨和夢之後（2005年4月－6月；朝日電視台系） - 飾演 櫻井雨
- 現在，很想見你（2005年7月－9月；TBS系） - 飾演榎田澪（少女時期）
- 周一神秘劇場「淺見光彦系列 平家傳説殺人事件」（2005年12月26日；TBS系） - 飾演 稲田佐和
- 里見八犬傳（2006年1月2日、3日；TBS系） - 飾演 沼藺
- 格鬥教師（2006年1月－3月；TBS系） - 飾演 森本加奈
- 照亮明天（2006年4月－6月；朝日電視台） - 飾演 雨宮照代
- 水漾青春（2006年7月－9月；ABC、朝日電視台） - 飾演 滝香奈子（第7、8集）
- 名偵探柯南10周年SP「致工藤新一的挑戰書 離別前的序章」（2006年10月2日；日本電視系） - 飾演毛利蘭
- 你給我的光（2006年12月4日；TBS系） - 飾演 西野真奈美
- 周二電視劇黃金「My ☆ Sweet Home ～夢野大吉・販賣夢～」（2007年1月23日；日本電視台系） - 飾演 夢野 空
- 第6回 朝日電視台21世紀新人劇本大獎電視劇 * 與她遊玩的正確方法（朝日電視台；2007年） - 飾演 日村優奈
- 水戸黄門（第37部）  第5集 （2007年5月7日；TBS系） - 飾演 和姫
- Sexy Voice and Robo 第5集（2007年5月8日；日本電視系） - 飾演 田中玲
- 菊次郎與早紀（第3季）（2007年7月－2007年9月；朝日電視台系） - 飾演 北野安子
- 淺草福丸旅館（第2季）（2007年10月－；TBS系） - 飾演 福丸美穂
- 醫龍2-Team Medical Dragon-（2007年10月－12月；富士電視系） - 飾演 緒方美羽（第4、5集）
- 名偵探柯南10周年SP第二彈「工藤新一的復活 與黑暗組織的對決」（2007年12月17日；日本テレビ系） - 飾演 毛利蘭
- 未來講師（2008年1月11日－2008年3月14日)；ABC） - 飾演 木村滿
- Tomorrow（2008年7月6日－2008年9月7日；TBS系） - 飾演 田中七海
- 貓街（2008年8月28日－2008年10月2日；NHK） - 飾演 野田紅葉
- 小公主莎拉（2009年10月17－2009年12月19日；TBS） - 飾演 黑田薰子
- BLOODY MONDAY Season2 （2010年1月－3月；TBS系） - 飾演 水沢響
- 公主．僕人-女主角
- 女帝薰子（2010年4月－6月）- 飾演 南野美樹
- 仁者俠醫第二部（2011年4月－6月；TBS） - 飾演 和宮親子內親王（皇女和宮）
- 再生巨流（2011年3月6日、WOWOW）- 飾演 蓬莱藍子
- 遺留搜查（朝日電視台）
  - Season1 第2話（2011年4月20日）- 飾演 西野紗繪
  - SP（2014年8月9日） - 飾演 島田倫子
  - Season6 第3話（2021年1月28日）- 飾演 前園由紀
- 鬼平犯科帳系列 盗賊婚礼（2011年9月30日、富士電視台）- 飾演 阿糸
- 最強名醫（朝日電視台）- 飾演 相原亞美
  - 第一季（2011年10月-12月）
  - 第二季（2013年7月-9月）
  - SP（2015年1月4日）
  - 第三季（2015年1月-3月）
  - 新春特別篇（2023年1月3日）
- 周一黃金 （TBS系）
  - 「北海道警察 巡査的休息日」（2011年10月24日）- 飾演 村瀬茜
  - 「紅股檢察官奮戰記3」（2011年11月14日）- 飾演 小林美也子
  - 「淺見光彦系列32 天河傳説殺人事件」 （2013年2月25日）- 飾演 水上秀美
- 今日諸事大吉 （2012年1月-3月、NHK）- 飾演 朝比奈留美
- 小梅醫生 （2012年4月-、NHK）- 飾演 須藤雪子
- Answer～警視廳檢證搜查官  第4話（2012年5月9日、朝日電視台系）- 飾演三嶋真由子
- 周五Prestige （富士電視台）
  - 「淺見光彦系列45 志摩半島殺人事件」 （2012年7月20日）- 飾演 本橋嘉代
  - 「山村美紗系列 赤色靈柩車30 前・後編」 （2012年9月28日・10月5日）- 飾演 澤木千草
- 周三神秘9「旅行作家・茶屋次郎10 箱根早川殺人事件」 （2012年9月19日、東京電視台）- 飾演 北山翔子
- Playgirl 2012 （2012年10月予定、Family劇場）- 飾演 溝口結衣
- 歡迎來到蝴蝶莊（2012年10月-12月、歡迎來到蝴蝶莊）- 飾演 白崎沙也加
- 搜査地圖之女 第3話（2012年11月8日、朝日電視台系）- 飾演 小春(舞妓)
- 忍者妻（2013年4月-、NHK BS時代劇）- 飾演 阿蝶
- 確証～警視廳搜查3課（2013年4月-6月、TBS系）- 飾演 友坂美奈代
- 周六Wild劇場
  - 「私是代行屋!2 〜事件推理請負人〜放火殺人的陷阱!?」 （2013年11月2日、ABC・朝日電視台系） - 飾演 瀧川樹里
  - 「不檢之女5 前檢察官的律師VS跟蹤狂殺人!?」 （2014年12月20日、ABC・朝日電視台系） - 飾演 嶋田美櫻
- 鳥取發地域電視劇「稍微、輕鬆一點吧。」（2014年1月29日、NHK BS Premium） - 主演 若水真帆
- Maruho之女〜保險犯罪調查員〜 第3話（2014年4月25日、東京電視台系） - 飾演 赤峰葵
- 讀賣電視台開局55年記念電視2「日本第一女社長」（2014年5月9日、讀賣電視台・日本電視台系） - 飾演 珠喜
- 警視廳搜查一課9係 season 9第4話（2014年7月30日、朝日電視台系） - 飾演 原田幸／綾部遥
- Last Doctor ～監察醫秋田的驗屍報告～（2014年7月－9月）
- 黑服物語（2014年10月31日 (2話- ）、朝日電視台） - 飾演 綾乃
- 灰姑娘的約會（2014年11月-12月、東海電視台・富士電視台系） - 飾演 中田梨香
- 周五ROAD SHOW!「THE LAST COP」（2015年6月19日、日本電視台） - 飾演 柏木沙織
  - THE LAST COP（2016年10月8日 - 12月10日、日本電視台） - 飾演 柏木沙織
- 歡迎光臨本飯店 第5話（2015年8月4日、TBS系） - 飾演 宮間栞
- 37.5℃的眼淚 第8話（2015年9月3日、TBS系） - 飾演 杉崎彩
- 相棒 Season14 第12話（2016年1月20日、朝日電視台） - 飾演 矢島さゆみ
- 金錢天使 第3話（2016年1月21日、讀賣電視台・日本テ電視台） - 飾演 白井美佳
- 假面騎士Ghost 第49話（2016年9月18日、朝日電視台） - 飾演 天空寺尊的母親
- 其實並不在乎你（2017年4月18日 - 6月20日、TBS） - 飾演 森瑠美
- 警視廳・搜查一課長 season3 第2話（2018年4月19日、朝日電視台） - 飾演 立花美穗
- 大戀愛～和忘記我的你（2018年10月 - 12月、TBS） - 飾演 澤田柚香
- 執事西園寺的名推理2 第4話（2019年5月17日、東京電視台） - 飾演 森村繪
- Heaven？天國餐館（2019年7月9日 - 9月10日、TBS） - 飾演 音無真由美
- 刑警七人 SEASON5 第7話（2019年8月28日、朝日電視台） - 飾演 谷澤果鈴
- MIU404（2020年7月31日、TBS系）- 飾演 羽野麥
- 未解決之女 警視廳文書搜查官 season2 第1話（2020年8月6日、朝日電視台） - 飾演 遠山夏希
- 打扮的戀愛是有理由的 第3話 - 第5話（2021年5月4日 - 5月18日、TBS）- 飾演 舟木千春
- 二分之一夫婦（2021年6月3日 - 7月29日、東京電視台） - 飾演 畑野さやか
- 女王偵訊室 第4季 第5話（2021年8月19日、朝日電視台） - 飾演 飯塚萬里
- AVALANCHE 第9話（2021年12月13日、關西電視台・富士電視台系） - 飾演 打本さなえ
- 心愛的謊言 溫柔的黑暗（2022年1月14日 - 3月4日、朝日電視台） - 飾演 野瀬優美
- 正直不動產 第4話（2022年4月26日、NHK） - 飾演 田之上美沙
- NICE FLIGHT!（2022年7月22日 - 9月9日、朝日電視台） - 飾演 飯塚理香子
- 勝利的法廷式 第5話（2023年5月11日、讀賣電視台・日本電視台） - 飾演 近藤馨子
- 刑警與檢察官，有時是法官。 第5話（2023年5月11日、朝日電視台） - 飾演 城山由希子
- 跳槽的魔王大人 第7話（2023年8月28日、關西電視台・富士電視台） - 飾演 皆川晶穗
- 天賦異稟 Season1 第4話（2023年9月2日、東海電視台・富士電視台） - 飾演 小宮山楓
- 客廳裡的松永先生（2024年1月9日 - 3月26日、關西電視台・富士電視台） - 飾演 大貫朝子
- PJ航空救難團（2025年4月24日 - 6月19日、朝日電視台） - 飾演 仁科芽衣

### 電影
- 下弦之月（2004年10月9日公開） - 飾演 白石螢
- 8.1 （2005年7月9日公開） - 飾演 朝比奈舞
- 火影忍者劇場版：大激突！夢幻的地底遺跡（2005年8月6日公開） - 飾演 愛米娜(聲音出演)
- -初彼- (2006年1月中旬～3/19まで） - 飾演 千呂
- 超級女聲（2009年1月17日公開） - 飾演 東野沙也加
- 能聽到你的心臟跳動的場所（2009年10月24日公開） - 主演 根室伊吹
- 少女們的羅盤（2011年5月14日公開） - 飾演 廣瀬夏
- 道〜白磁之人〜（2012年6月9日公開、日韓共同制作）- 飾演 朝田滿江
- 戀愛齒輪（2013年2月9日公開）- 飾演 藤島理莎

### 廣告
- J-フォン／ボーダフォン　ブランド（2003年8月－2004年1月）
- 早稲田アカデミー 「企業」（2004年2月－2005年2月）
- B-R　サーティワンアイスクリーム「アイスクリーム」（2006年4月－9月）
- ジュジュ化粧品(株)「ジュジュ アクアモイスト」 (2010年8月～2012年7月）
- キリンビバレッジ株式会社「キリン ファイア」  (2011年3月～2012年3月)

### PV
- UVERworld《君の好きなうた》
- 童子-T《もうㄧ度 feat.BENI》

## 書籍・DVD

### 写真集
- 少女覚醒（2002年、英知出版） ISBN 4754215370
- tomoka（2004年、ポニーキャニオン、扶桑社） ISBN 4594045596
- 15歳の軌跡（2005年、海王社） ISBN 4877240993
- as tears go by（2006年、ワニブックス） ISBN 4847029550
- フォト&エッセイ集「With You」（2008年、kindai映画社）
- セミヌード写真集「風花」（2010年、集英社）

### DVD
- 少女覚醒（2002年、英知出版）
- sanctuary（2004年、Pony Canyon）
- 15歳の軌跡（2005年、海王社）
- TOMOCOLOR（2006年、イーネットフロンティア）
- Ｋ-卒業-黒川智花（2007年、スパイスビジュアル）

## 外部連結
- 黑川智花官方網站（页面存档备份，存于）